# Marie Hammarström
Marie Hammarström (Glanshammar, 1982. március 29. –) világbajnoki bronzérmes svéd női válogatott labdarúgó, hátvéd.

## Pályafutása

### Klubcsapatban
1999 és 2003 között a Karlslunds IF, 2004-ben az Umeå IK, 2004 és 2012 között a KIF Örebro DFF, 2013-ban a Kopparbergs, 2015-ben a Rynninge IK labdarúgója volt. 2017-ben a KIF Örebro DFF csapatában fejezte be az aktív játékot.

### A válogatottban
2008 és 2013 között 43 alkalommal szerepelt a svéd válogatottban és öt gólt szerzett.

## Családja
Ikertestvére, Kristin Hammarström válogatott labdarúgókapus.

## Sikerei, díjai
Svédország
- Világbajnoki bronzérmes (1): 2011